# Transição nutricional
A chamada transição nutricional diz respeito às mudanças na estrutura da dieta dos indivíduos, relacionada  a essas alterações e às condições de saúde. Foi descrito como tendo por característica principal um antagonismo de tendências temporais entre desnutrição e obesidade inserido em um contexto histórico de mudanças econômicas, políticas e sociais, que levou a população a transitar de uma situação de grande prevalência de desnutrição, ao estado atual, em que a obesidade e o sobrepeso tomam proporções epidêmicas.

## Fatores
Dentre os principais fatores relacionados à transição alimentar, observamos como causas: mudanças sociais e geopolíticas, alterações no padrão alimentar, redução nas atividades físicas, diferenças regionais e condições socioeconômicas.
As consequências mais evidentes dessa transição são as doenças associadas à obesidade e às carências nutricionais.

### Mudanças no padrão alimentar
A característica mais marcante da transição nutricional é a redução do consumo de frutas, legumes, verduras e carboidratos complexos e o aumento do consumo de alimento industrializado e ultraprocessados, como refrigerantes, açúcar, produtos ricos em gordura e fast foods, o que gera um quadro de excesso calórico e deficiência de micronutrientes (vitaminas e minerais).
A maior oferta de produtos industrializados nos supermercados, bem como o grande número de propagandas relacionadas a eles, que são em sua maior parte voltadas ao público infanto-juvenil,  acarreta no aumento de indivíduos consumidores destes produtos, contribuindo para o crescente número de casos de obesidade e doenças crônicas.
Os biscoitos e chocolates, ricos em açúcares e gorduras, bem como salgadinhos e refrigerantes compõe mais de 70% das peças publicitárias exibidas na televisão aberta, enquanto frutas e hortaliças quase não têm exibição nos meios de comunicação.
A regulamentação desta indústria através de órgãos nacionais e internacionais vem tentando controlar estes efeitos através de medidas específicas para este público.

### Mudanças nas práticas de atividades física
A urbanização e a industrialização das cidades, somados ao avanço da tecnologia reduziram a demanda de esforços físicos dos trabalhadores no desempenho de suas funções, além disso o maior número de opções de lazer nos grandes centros urbanos, fez com que se diminuísse a prática de atividades com maior gasto energético.
Observa-se que, ao longo das décadas, houve uma substituição dos passeios e atividades ao ar livre, como as práticas esportivas, por atividades sedentárias, como cinema, televisão, videogame ou computador. Ocorre que estas mudanças proporcionaram uma redução do gasto calórico global, bem como o aumento da ingestão de alimentos com alta concentração calórica durante tais atividades.
A automatização do maquinário doméstico é outro fator de influência neste processo. Controles remotos, vidros, portas e portões elétricos, veículos motorizados e máquinas de lavar louça, roupa, corta-gramas entre outros, substituíram o trabalho humano e o consequente esforço físico e consumo energético que a execução de tais tarefas proporcionaria.

### Diferenças regionais no Brasil
Partindo dos Estudos de Josué de Castro, que deram início à problemática alimentar/nutricional do país, traçou-se um cenário primeiramente regionalizado, dividindo o país em quatro grandes espaços: dois de fome endêmica (a Amazônia e a Zona da Mata nordestina); um de fome epidêmica (o Nordeste Semiárido) e um de subnutrição ou fome oculta (Centro-Sul). Ao longo das últimas quatro décadas, a situação nutricional da população destas regiões, embora com parâmetros desiguais para os diferentes grupos regionais, verificou-se o declínio da prevalência da desnutrição em crianças e adultos, concomitantemente ao aumento da prevalência de sobrepeso e obesidade nestas populações.
Nos espaços urbanos, a redução da deficiência estatural de crianças em função da desnutrição apresentou um declínio mais evidente e acelerado do que em relação aos espaços rurais, acarretando em um aumento ainda maior na disparidade social nos três últimos decênios do séc. XX, de 52% em 1975 para 145% em 1996.
Na população adulta, representada por mulheres de 18 a 49 anos, observou-se uma redução acelerada e homogênea no número de pessoas com baixo IMC em quase todas as regiões, com exceção do Nordeste Rural, caindo até 5% na década de 80, porém apresentando um aumento especialmente nos espaços urbanos na década seguinte. Ainda assim, a única região que ainda apresentava altos índices de baixo IMC era o Nordeste Rural.
Com o rápido decréscimo da desnutrição nos espaços urbanos e rurais, o número de pessoas com sobrepeso e obesidade foi ampliado rapidamente  e de forma desigual nestes espaços. A Região Centro-Sul apresenta uma prevalência claramente mais elevada, chegando a 112%, ainda que tenha triplicado na Região Nordeste, um percentual igualmente preocupante.

### Condições sócio-econômicas
O processo de transição nutricional, apesar de afetar a população como um todo, parece diferenciar-se em momentos e em intensidade, conforme o segmento sócio-econômico considerado.
A partir da década de 80, foi observada uma modificação na prevalência dos casos de obesidade e sobrepeso na população, com a redução de sua concentração na camada social economicamente mais favorecida, e maior manifestação na de menor renda, especialmente nas mulheres deste grupo.
Ademais, a inserção da mulher no mercado de trabalho demonstra ser outro fator de importante influência no processo de transição alimentar brasileiro, uma vez que esta passa mais tempo fora de casa e dispõe de menos horas para preparar as refeições, optando por alimentos industrializados ou mesmo refeições fora do ambiente doméstico.

## Consequências

### Doenças associadas
A mudança nos padrões alimentares carrega consigo as estatísticas da prevalência de doenças metabólicas associadas à obesidade, como dislipidemia e diabetes mellitus tipo 2, doenças cardiovasculares, problemas respiratórios e distúrbios do aparelho locomotor, bem como alguns tipos de câncer, acarretando um significativo aumento de pessoas hospitalizadas em decorrência dessas doenças, o que significa grande impacto para o Serviço de Saúde Pública.

### Carências nutricionais
A Hipovitaminose A parece ter reduzido sua prevalência a partir da década de 90, bem como a carência de Iodo e a consequente prevalência do Bócio, doença caracterizada pela falta deste nutriente, com níveis considerados aceitáveis desde o início dos anos 2000, porém ainda com números preocupantes, de acordo com a Política Nacional de Alimentação e Nutrição, que adiciona a deficiência de Ferro como mais uma carência com níveis preocupantes na atualidade.